# Mlle Bottine
Pour plus de détails, voir Fiche technique et Distribution.
Mlle Bottine est un film québécois réalisé par Yan Lanouette Turgeon sorti en 2024 et mettant en vedette Antoine Bertrand et Marguerite Laurence.
Le film est inspiré du classique Conte pour tous de 1986 Bach et Bottine du réalisateur André Melançon, une adaptation du roman éponyme de l'écrivaine québécoise Bernadette Renaud.

## Synopsis
Simone, une jeune orpheline de 11 ans, vit chez sa grand-mère. Quand cette dernière meurt, les services sociaux, en attente d'une famille d'accueil, la confie à son oncle Philippe qu'elle ne connaissait pas. Le caractère de ce compositeur d'opéra anxieux et agoraphobe en panne d'inspiration, contraste avec l'énergie dégagée par la jeune fille, passionnée d'animaux, qui a comme animal de compagnie une « moufette qui ne pue pas » nommée Bottine. Pour réussir à cohabiter, les deux devront apprendre à se connaître et à s'apprécier.

## Fiche technique
Sources : IMDb et Films du Québec
- Titre original : Mlle Bottine
- Réalisation : Yan Lanouette Turgeon
- Scénario : Dominic James, d'après le roman Bach et Bottine de Bernadette Renaud
- Musique : Ramachandra Borcar
- Direction artistique : Ève Turcotte (en)
- Costumes : Sharon Scott
- Maquillage : Jeanne Lafond
- Photographie : Marie Davignon (en)
- Son : Jonathan Lafond, Olivier Calvert, Gavin Fernandes (en)
- Montage : Carina Baccanale (en)
- Production : Antonello Cozzolino, Dominic James, Brigitte Léveillé
- Société de production : Attraction, Les Productions La Fête
- Société de distribution : Immina Films (en)
- Pays de production :  Canada
- Tournage : du 20 septembre 2023 au 9 novembre 2023 à Montréal et ses environs
- Langue originale : français
- Format : couleur
- Genre : comédie
- Durée : 114 minutes[2]
- Dates de sortie :
  - Allemagne : 29 septembre 2024 (première mondiale à la 29e édition du Festival du film de Schlingel)
  - Canada : 18 novembre 2024 (première québécoise au Théâtre Maisonneuve de la Place des Arts de Montréal)[3]
  - Canada : 29 novembre 2024 (sortie en salle au Québec)
- Classification :
  - Québec : Visa général[2]

## Distribution
- Antoine Bertrand : Philippe Bloom
- Marguerite Laurence : Simone
- Mateo Laurent Membreño Daigle : Billy
- Mani Soleymanlou : Paul
- Marilyn Castonguay : Alice
- Benoît Gouin : Ménard
- Louise Turcot : Viviane
- Ellen David : Jennifer
- François Chénier : Régis
- Jean-François Provençal : Ti-Joe
- Dino Tavarone : Georges
- Myriam Fournier : Evelyne

## Distinctions

### Récompenses
- 2024 : Festival du film de Schlingel, 29e édition[4] :
  - prix du jury « Club of Festivals Children » - meilleur long métrage international dans la catégorie « Film pour enfants »
  - prix Diamant de la meilleure actrice : Marguerite Laurence

### Nominations
- 2024 : Festival du film de Schlingel, 29e édition[4] :
  - Prix spécial MDR - meilleur film international pour enfants : Yan Lanouette Turgeon
  - Prix SLM Top - meilleur long métrage international : Yan Lanouette Turgeon